# إنريكي لوبيز بيريز
إنريكي لوبيز بيريز (بالإسبانية: Enrique López Pérez)‏ هو لاعب كرة مضرب إسباني، ولد في 3 يونيو 1991 في مدريد في إسبانيا.

## وصلات خارجية
- إنريكي لوبيز بيريز على موقع رابطة محترفي التنس (الإنجليزية)
- إنريكي لوبيز بيريز على موقع الاتحاد الدولي لكرة المضرب (الإنجليزية)
- إنريكي لوبيز بيريز على موقع خلاصة التنس.كوم (الإنجليزية)